# Arteschtaran-salar
Arteschtaran-salar (mittelpersisch artēštārān-sālār [Buch-Pahlavi], „Anführer der Krieger“ (Karnamag-i Ardaschir-i Pabagan), aus avestisch raθaēštā (Zamyad Yascht); altgriechisch ἀδρασταδάραν σαλάνης adrastadáran salánēs bei Prokopios von Caesarea) war ein militärischer Rang im Sassanidenreich. Arteschtaran-salar war der Generalissimus des Reiches. Er war oberhalb eines Spahbed angesiedelt. Es ist wahrscheinlich, dass der Titel gleichbedeutend mit Eran-Spahbed war und durch Chosrau I. obsolet gemacht wurde.

## Bekannte Arteschtaran-salars
- Kard (Kardar), der dritte Sohn des wuzurg-framadar Mihr-Narseh (laut Chwaday-Namag)
- Siawusch (Seoses) unter Kavadh I.